# 1554
1554 (MDLIV) var ett normalår som började en måndag i den julianska kalendern.

## Händelser

### Januari
- 25 januari – São Paulo grundas.[1]

### Juli
- 25 juli – Maria I av England gifter sig med Filip I av Neapel (sedermera Filip II av Spanien). I samband med giftermålet proklameras det att alla Marias rättigheter som regerande drottning av England och Irland även ska tillfalla Filip och därmed räknas han officiellt som kung av England och Irland så länge äktenskapet varar (till Marias död 1558).

### September
- 25 september – Stockholms borgare beordras att bygga goda örlogsfartyg, bland annat börjar flaggskeppet Elefanten byggas på Blasieholmen.

### Okänt datum
- Historia de omnibus Gothorum Sveonomque regibus (Om götarnas och svearnas alla konungar) av Johannes Magnus utkommer på latin i Rom.
- Finland delas i två stift, Åbo och Viborg.
- Munkarna och nunnorna i Nådendals kloster tvångsomvänds till den lutherska läran och kyrkans egendomar börjar konfiskeras.
- Ett krig mellan Sverige och Ryssland utbryter, detta år endast med skärmytslingar.
- Kyrkan i Kinnared rivs.
- Romanen Lazarillo de Tormes (original La vida de Lazarillo de Tormes, y de sus fortunas y adversidades) publiceras i Spanien.
- Altan Khan grundar staden Hohhot i Inre Mongoliet.

## Födda
- 9 januari – Gregorius XV, född Alessandro Ludovisi, påve 1621–1623.
- 22 januari – Walter Raleigh, engelsk sjömilitär, upptäcktsresande, hovman och författare (född detta år eller 1552).
- 22 mars – Catherine de Parthenay, fransk matematiker.
- 28 oktober – Enevold Kruse, dansk adelsman och riksståthållare i Norge 1608–1618.
- 30 november – Sir Philip Sidney, engelsk författare.

## Avlidna
- 4 januari – Mencía de Mendoza, spansk-nederländsk kulturpersonlighet och protofeminist
- 12 januari – Lars Siggesson (Sparre), svenskt riksråd, riksmarsk sedan 1523
- 12 februari
  - Jane Grey, regerande drottning av England och Irland 1553 (avrättad genom halshuggning)
  - Guildford Dudley, engelsk prinsgemål 1553 (gift med Jane Grey) (avrättad genom halshuggning)
- 23 april – Gaspara Stampa, italiensk poet

### Fotnoter
1. ↑  Rachel Lawrence: 2010, sida 183